# Alexandru Graur
Alexandru Graur (ur. 1900, zm. 1988) – rumuński językoznawca, jeden z czołowych lingwistów rumuńskich, od 1955 r. członek tytularny Academia Română.

## Publikacje (wybór)
- Fondul principal al limbii române, Bukareszt, Editura Științifică, 1957
- La romanité du Roumain, Bukareszt, Editura Academiei, 1965
- The Romance Character of Romanian, Bukareszt, Editura Academiei, 1965
- Nume de persoane, Bukareszt, Editura Științifică, 1965
- Scrieri de ieri și de azi, Bukareszt, Editura Științifică, 1970
- Puțină... aritmetică, Bukareszt, Editura Științifică, 1971
- Gramatica azi, Bukareszt, Editura Academiei, 1973
- Alte etimologii românești, Bukareszt, Editura Academiei, 1975
- „Capcanele” limbii române, Bukareszt, Editura Științifică și Enciclopedică, 1976
- Dicționar al greșelilor de limbă, Bukareszt, Editura Academiei, 1982
- Ortografia pentru toți, Bukareszt, Editura Teora, 1995